# Брянцевский сельский округ
Брянцевский сельский округ — упразднённая административно-территориальная единица, существовавшая на территории Подольского района Московской области в 1994—2006 годах.
Брянцевский сельсовет был образован в составе Подольского района Московской области 28 августа 1936 года путём объединения Больше-Брянцевского и Мало-Брянцевского с/с.
14 июня 1954 года к Брянцевскому с/с был присоединён Стрелковский с/с.
22 июня 1954 года из Брянцевского с/с в Быковский были переданы селения Жданово, Ивлево, Покров, Стрелково, посёлок Стрелковской фабрики и посёлок Подольской МТС. 
10 ноября 1954 года к Брянцевскому с/с были присоединены селения Ленинского района: Петрушино Тарычевского с/с и Федюково Калиновского с/с.
15 июня 1959 года из Быковского с/с в Брянцевский были переданы селения Борисовка, Быковка, Захарьино, Захарьинские Дворики, Мальцево, Ордынцы, Пенек, Плещеево и Щербинка. Одновременно из Брянцевского с/с в Быковский (переименованный при этом в Стрелковский) были переданы селения Агафоново, Ворыпаево, Макарово, Услонь и Холопово.
1 февраля 1963 года Подольский район был упразднён и Брянцевский с/с вошёл в Ленинский сельский район. 11 января 1965 года Брянцевский с/с был возвращён в восстановленный Подольский район.
30 мая 1978 года в Брянцевском с/с было упразднено селение Мальцево.
14 июня 1984 года из Брянцевского с/с в Стрелковский были переданы селения Борисовка, Быковка, Быково, Бяконтово, Захарьино, Захарьинские Дворики, Ордынцы, Плещеево и Щербинка. Одновременно из Стрелковского с/с в Брянцевский были переданы селения Ворыпаево и Макарово.
3 февраля 1994 года Брянцевский с/с был преобразован в Брянцевский сельский округ.
10 апреля 2002 года в Брянцевском с/о была упразднена деревня Подзавалье.
В ходе муниципальной реформы 2004—2005 годов Брянцевский сельский округ прекратил своё существование как муниципальная единица. При этом все его населённые пункты были переданы в сельское поселение Стрелковское.
29 ноября 2006 года Брянцевский сельский округ исключён из учётных данных административно-территориальных и территориальных единиц Московской области.